# Wezbranie

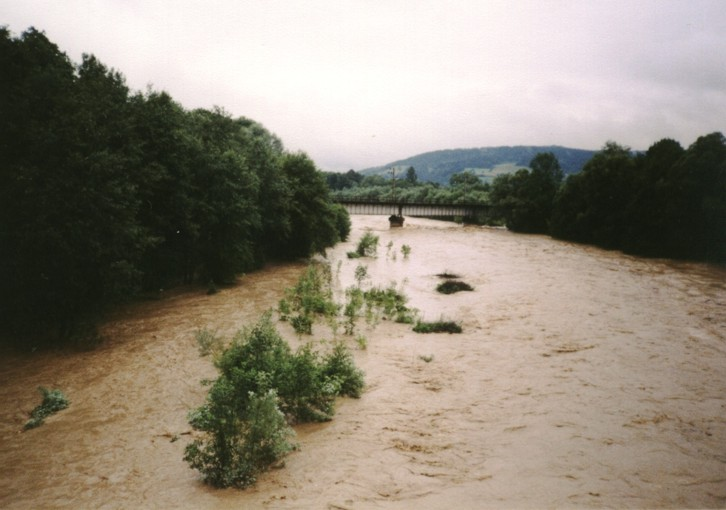
Wezbranie opadowe na Skawie w 2001

Wezbranie – wysoki stan wody w rzece, wywołany zwiększonym zasileniem koryta podczas opadów lub roztopów, spiętrzeniem wody spowodowanym zatorem lodowym lub podwyższeniem bazy drenażu w ujściowym odcinku rzeki podczas sztormu. W polskiej terminologii geograficznej wezbrania przynoszące szkody materialne i społeczne nazywa się powodziami.
Przebieg wezbrań może być krótkotrwały o znacznej intensywności narastania kulminacji lub długotrwałe o dużej objętości. 
Typy wezbrań (powodzi) w Polsce
- półrocza letniego:
  - opadowo-nawalne – na skutek krótkotrwałego, ulewnego opadu, mają charakter lokalny,
  - opadowo-rozlewne – na skutek kilkudniowych, ulewnych opadów, wywołują falę o wysokiej kulminacji i znacznej prędkości przemieszczania, zajmują rozległe obszary, przykładem tego typu wezbrania jest powódź z 1997 roku
- półrocza zimowego:
  - roztopowe – na skutek nagłego stopnienia grubej pokrywy śnieżnej, wywołują gwałtowny przyrost fal o znacznej objętości oraz długi czas trwania
  - zatorowe – na skutek zatamowania odpływu wody przez pokrywę lodową, występują lokalnie często przy ujściach rzek, czynnikami sprzyjającymi są: nieregularne koryto z licznymi kępami, przewężeniami i zakolami, 
    - śryżowo-zatorowe – występują podczas formowania się pokrywy lodowej, na skutek blokowania odpływu przez śryż,
    - lodowo-zatorowe – występują podczas rozpadu pokrywy lodowej, na skutek blokowania odpływu przez kry lodowe,

  - sztormowe – w czasie silnych wiatrów od strony morza wpychających wodę morską w doliny rzeczne.

Powodzie półrocza letniego występują najczęściej w górach, a półrocza zimowego − na nizinach.